# The Times
The Times es un periódico nacional publicado diariamente en el Reino Unido. Aunque se imprimió en formato periódico de gran formato durante doscientos años, hoy en día es de tamaño compacto tabloide.
The Times es publicado por News UK, una subsidiaria del grupo News Corp, encabezado por Rupert Murdoch. Durante la mayor parte de su historia, ha sido considerado un periódico sin rival, el periódico por excelencia en el Reino Unido. Ha jugado un papel fundamental tanto en política como en la opinión pública en temas internacionales. Algunos afirman que, recientemente, refleja las ideas conservadoras de Rupert Murdoch, a pesar de mostrar su apoyo al Partido Laborista en 2001 y 2005.
The Times es llamado a veces por gente ajena al Reino Unido The London Times o The Times of London para distinguirlo de los otros muchos Times, como puede ser el The New York Times. Sin embargo, este es el periódico Times original. Es además el creador del tipo de letra Times New Roman, desarrollada originalmente por Stanley Morison, del The Times, en colaboración con la Monotype Corporation.

## Historia
The Times fue fundado por John Walter en 1785 como The Daily Universal Register. John Walter había perdido su trabajo a finales de 1784, después de que la compañía de seguros donde trabajaba quebrara a causa de las reclamaciones de un huracán en Jamaica. Estando desempleado, Walter decidió abrir un nuevo negocio. En aquella época, Henry Johnson inventaba la logografía —un tipo de tipografía que era más rápida y más precisa, aunque tres años más tarde se comprobó que no era tan eficiente como se decía—. John Walter compró la patente de la logografía y, para poder utilizarla, decidió abrir una imprenta, donde produciría una hoja de publicidad diaria. La primera publicación del diario The Daily Universal Register en Gran Bretaña fue el 1 de enero de 1785. Descontento porque el público omitía siempre el término Universal, Walter cambió el título el 1 de enero de 1788, después de 940 ediciones, por The Times. John Walter fue también el primer editor que tuvo el periódico. Dimitió en 1803 dejando la dirección y edición del periódico a su hijo, también llamado John Walter. John Walter padre pasó seis meses en la prisión de Newgate por difamación impresa en The Times, pero sus esfuerzos pioneros por obtener noticias a nivel europeo, especialmente de Francia, ayudaron a que el periódico se ganara una buena reputación entre ideólogos y financieros.
The Times contaba con contribuciones de importantes figuras en los campos de la política, ciencias, literatura y arte para aumentar su reputación. Durante sus primeros tiempos, los beneficios de The Times eran muy altos así como la competencia muy baja, lo que le permitía pagar mucho más que sus rivales para conseguir información y redactores.
En 1809, John Stoddart fue nombrado editor general, siendo reemplazado en 1817 por Thomas Barnes. Bajo la dirección de Barnes, y de su sucesor John Thadeus Delane en 1841, la influencia de The Times creció hasta alcanzar cotas muy altas, especialmente en política y dentro de la ciudad de Londres. Dos de los redactores más importantes en esos años fueron Peter Fraser y Edward Sterling, conocidos como The Thunderer.
The Times fue uno de los primeros periódicos en enviar corresponsales al extranjero, así como corresponsales de guerra para cubrir diversos conflictos. W. H. Russell, el corresponsal del Times en la guerra de Crimea, tuvo una gran influencia con sus mensajes a su regreso a Inglaterra.

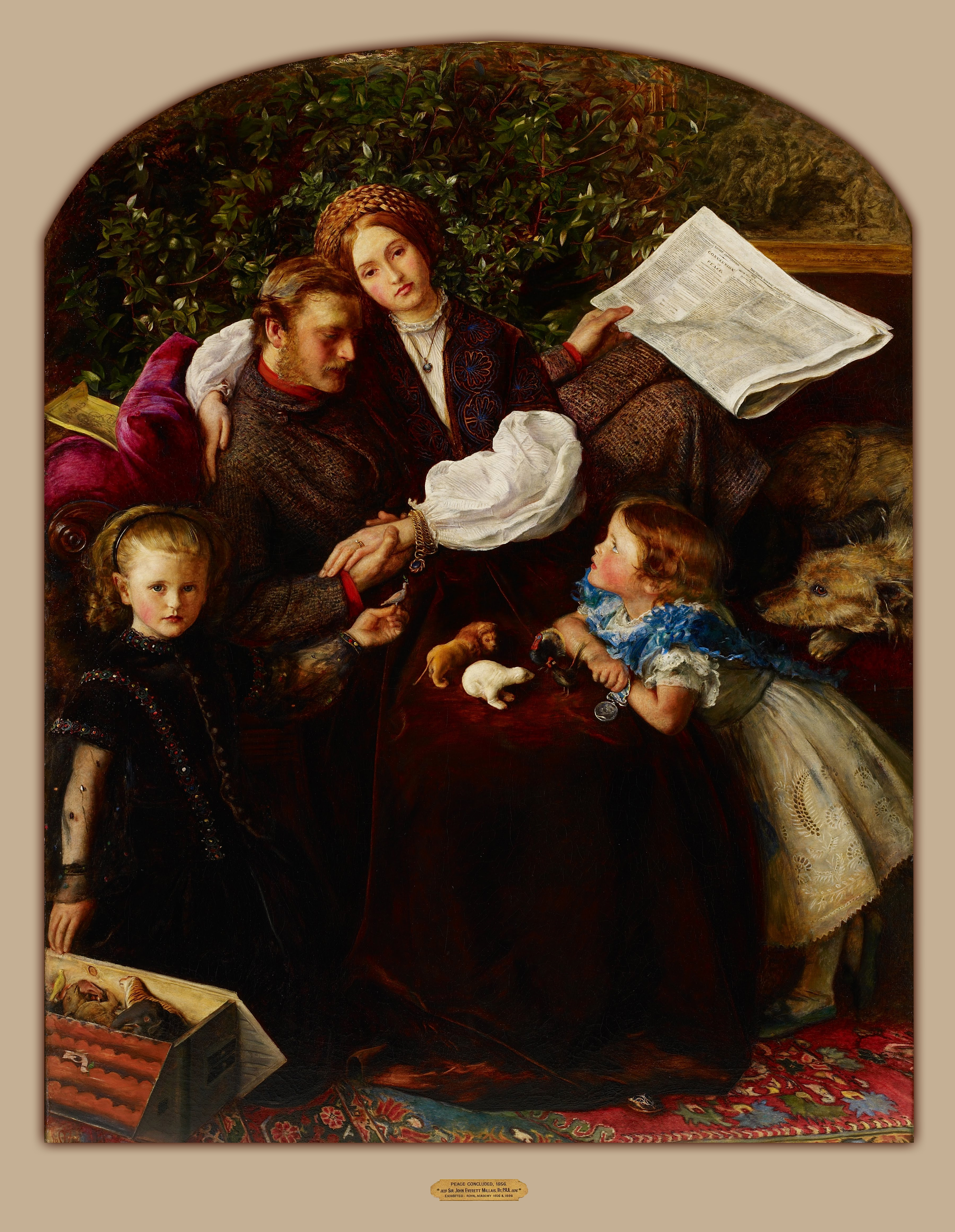
Un oficial británico herido leyendo el informe del Times sobre el fin de la Guerra de Crimea, en el cuadro de John Everett Millais Peace Concluded (Paz alcanzada)

Entre otros eventos del siglo XIX, The Times se opuso a la derogación de la Leyes del Cereal (Corn Laws), hasta que el gran número de manifestaciones consiguió que la editorial cambiara su posición. Durante la guerra civil estadounidense, The Times representó el punto de vista de las clases altas, apoyando a los seccionalistas pero no a los esclavos. Su apoyo a ciertos políticos se llevó de forma interna y no gratificaba a la opinión pública.
El tercer John Walter sucedió a su padre en 1847. A pesar de que los Walter eran cada vez más conservadores, el periódico continuó siendo en cierta forma independiente. Sin embargo, desde la década de los años 1850 la competencia empezó a aumentar, destacando especialmente los periódicos The Daily Telegraph y The Morning Post.
En 1922 John Jacob Astor, hijo del Primer Vizconde William Waldorf Astor, le compró el periódico a la familia Northcliffe. El periódico ganó notoriedad en la década de 1930 por su apoyo a la política de apaciguamiento de Alemania; el editor de aquel entonces, Geoffrey Dawson, tenía una relación cercana con aquellos del gobierno que practicaban esa política, entre los que destacaba Neville Chamberlain. Los informes sinceros del reportero Norman Ebbut desde Berlín, que advertían sobre el belicismo, fueron reescritos en Londres para apoyar la política de apaciguamiento.

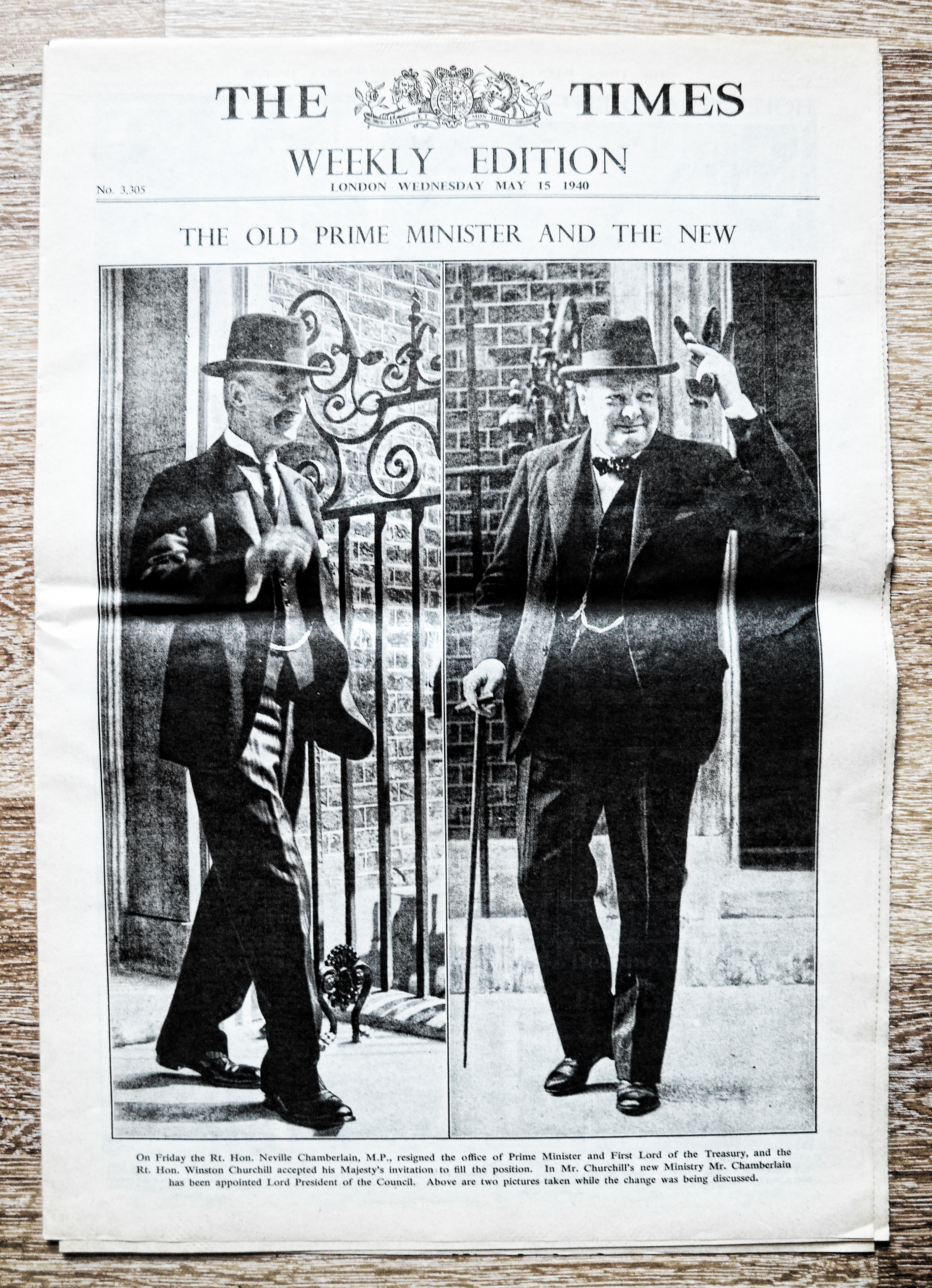
Portada de la revista semanal The Times del 15 de mayo de 1940, con el titular: "El viejo primer ministro y el nuevo".

Kim Philby, un agente doble vinculado principalmente a la Unión Soviética, fue corresponsal del periódico en España durante la guerra civil española de finales de los años treinta. Philby fue admirado por su valentía al obtener informes de alta calidad desde el frente del sangriento conflicto. Más tarde se unió a la Inteligencia Militar Británica (MI6) durante la Segunda Guerra Mundial, fue ascendido a puestos de alto nivel después de que terminó la guerra y desertó a la Unión Soviética cuando su descubrimiento fue inevitable en 1963.
Entre 1941 y 1946, el historiador británico de izquierdas E. H. Carr fue editor asistente. Carr era bien conocido por el tono fuertemente prosoviético de sus editoriales. En diciembre de 1944, cuando estallaron los combates en Atenas entre el ejército comunista griego ELAS y el ejército británico, Carr, en una noticia del Times, se puso del lado de los comunistas, lo que llevó a Winston Churchill a condenarlo a él y al artículo en un discurso ante la Cámara de los Comunes. Como resultado del editorial de Carr, The Times se hizo conocido popularmente durante esa etapa de la Segunda Guerra Mundial como "el Daily Worker de tres centavos" (ya que el precio del Daily Worker del Partido Comunista era de un centavo).
El 3 de mayo de 1966 se reanudó la impresión de noticias en primera plana; anteriormente, la primera página se había dedicado a pequeños anuncios, normalmente de interés para las clases adineradas de la sociedad británica. También en 1966, se abandonó el uso del Escudo del Reino Unido, que había sido una característica de la cabecera del periódico desde sus inicios. Ese mismo año, miembros de la familia Astor vendieron el periódico al magnate editorial canadiense Roy Thomson. Su empresa, Thomson Corporation, la puso bajo la misma propiedad que The Sunday Times para formar Times Newspapers Limited.

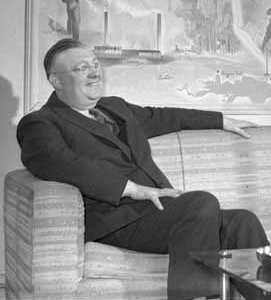
Roy Thomson, Primer Baron Thomson of Fleet.

Una disputa empresarial provocó en 1979 que el periódico dejara de publicarse durante casi un año.
Finalmente, en 1981 fue comprado por el magnate de medios de origen australiano Rupert Murdoch.
En junio de 1990, The Times abandonó su política de usar el tratamiento de cortesía en la primera referencia ("Mr", "Mrs", o "Miss" para personas vivas), pero siguió usándolo en las siguientes referencias. El estilo formal se reduce ahora a la sección de sociedad ("Court and Social"), aunque el tratamiento "Ms" también se acepta aquí.
Murdoch pronto empezó a dejarse notar en el periódico, reemplazando a su editor, Harold Evans, por William Rees-Mogg en 1981. Su cambio más importante fue, sin embargo, la introducción de nuevas tecnologías y métodos. Entre marzo y mayo de 1982, siguiendo el acuerdo con la unión de imprentas, el método de linotipia, usado en los procesos de impresión del Times desde el siglo XIX, fue reemplazado por ordenadores y fotocomposición. Esto permitió que el personal de las salas de impresión de The Times y The Sunday Times se redujera de 375 a 186 empleados.
De todos modos, la introducción directa de los textos por los periodistas ("'single stroke' input") no había sido alcanzada aún; esta medida no se logró hasta la disputa de Wapping ("Wapping Dispute"), una huelga de los trabajadores del periódico que tuvo lugar en 1986. Después de este conflicto, en un solo día, The Times se mudó de su enclave original, denominado New Printing House Square y situado en la Carretera Gray's Inn (cerca de Fleet Street), hasta unas nuevas oficinas en Wapping.
En noviembre de 2003 News International empieza a publicar el periódico tanto en formato grande (broadsheet) como en formato pequeño (tabloid). El 13 de septiembre de 2004, la edición semanal en formato grande fue retirada de la venta en Irlanda del Norte. A partir del 1 de noviembre de 2004, el periódico se imprime solo en formato pequeño.
Mientras el periódico publica dos ediciones diferentes, surgen ciertas protestas que afirman que aparecen más noticias sensacionalistas en el periódico en formato pequeño que en el de formato grande, como por ejemplo notas sobre famosos en la portada. Los altos cargos de News International lo niegan.
El Partido Conservador amenazó con un litigio a The Times por un incidente en el que el periódico afirmó que el estratega del Partido Conservador, Lynton Crosby, había admitido que su partido no ganaría las elecciones generales de 2005. El periódico se retractó y la denuncia fue retirada.
El 6 de junio de 2005, The Times rediseñó su sección de cartas (cartas al director), abandonando la práctica de publicar la dirección completa de los autores. De acuerdo con el editorial "From Our Own Correspondents", este cambio persigue poder introducir más cartas en dicha sección.
En septiembre de 2005 el precio de The Times alcanzó los 60 peniques, igualando así los precios de The Daily Telegraph y The Guardian, y manteniéndose 5 peniques más barato que The Independent. Por primera vez el precio de The Times se igualaba al de sus competidores, lo que indicaba que la editorial News International no podía permitirse seguir vendiendo el periódico al precio con que conmocionó a la industria en septiembre de 1993, cuando redujeron el coste de los ejemplares de 45 a 30 peniques.[cita requerida]
En marzo de 2016, el periódico abandonó su cobertura digital continua para una serie de "ediciones" del periódico a las 9 a. m., al mediodía y a las 5 p. m. de lunes a viernes. El cambio también implicó un rediseño de la aplicación del periódico para teléfonos inteligentes y tabletas.
En abril de 2019, el secretario de cultura, Jeremy Wright, dijo que estaba dispuesto a permitir una solicitud de News UK para relajar los compromisos legales adquiridos en 1981 para mantener recursos periodísticos separados para The Times y The Sunday Times.
En 2019, la IPSO (Organización de Normas de Prensa Independiente, Independent Press Standards Organisation) confirmó las quejas contra The Times por su artículo "Los datos del GPS muestran que los contenedores visitaron un punto crítico de tráfico", y por tres artículos como parte de una serie sobre la contaminación en las vías fluviales de Gran Bretaña: "No hay río seguro para bañarse" ("No river safe for bathing"), "Filthy Business" y "Detrás de la historia" ("Behind the story"). IPSO también confirmó las quejas en 2019 contra artículos titulados "El secreto de financiación de los científicos contra la prohibición de los trofeos de caza" y "Los británicos salen perdiendo ante la avalancha de estudiantes de medicina extranjeros".
En 2019, The Times publicó un artículo sobre el Imán Abdullah Patel, que afirmaba erróneamente que Patel había culpado a Israel por el asesinato en 2003 de un oficial de policía británico por un sospechoso de terrorismo en Mánchester. La historia también afirmaba erróneamente que Patel dirigía una escuela primaria que había sido criticada por la Oficina de Estándares en Educación, Servicios y Habilidades para Niños (Office for Standards in Education, Children's Services and Skills, Ofsted) por segregar a los padres en los eventos, lo que, según Ofsted, era contrario a los "principios democráticos británicos". El Times resolvió la demanda por difamación de Patel emitiendo una disculpa y ofreciendo pagar daños y costas legales. El abogado de Patel, Zillur Rahman, dijo que el caso "destaca el impactante nivel de periodismo al que a menudo está sometida la comunidad musulmana".
En 2019, The Times publicó un artículo titulado "La circuncisión femenina es como cortarse una uña, afirmó el orador". El artículo presentaba una foto del sultán Choudhury al lado del titular, lo que llevó a algunos lectores a inferir incorrectamente que Choudhury había hecho el comentario. Choudhury presentó una denuncia ante la Organización de Normas de Prensa Independiente y demandó al Times por difamación. En 2020, The Times se disculpó, modificó su artículo y acordó pagar a Choudhury daños y costas legales. El abogado de Choudhury, Nishtar Saleem, dijo: "Este es otro ejemplo de periodismo irresponsable. Publicar extractos sensacionalistas en un 'sitio gratuito' mientras se oculta el artículo completo detrás de un muro de pago es un juego peligroso".
En diciembre de 2020, Cage y Moazzam Begg recibieron una indemnización de 30.000 libras esterlinas más las costas en un caso por difamación que habían presentado contra el periódico The Times. En junio de 2020, un informe del Times sugirió que Cage y Begg estaban apoyando a un hombre que había sido arrestado en relación con un ataque con cuchillo en Reading en el que tres hombres fueron asesinados. El informe del Times también sugirió que Cage y Begg estaban excusando las acciones del acusado mencionando errores cometidos por la policía y otros. Además de pagar una indemnización, The Times publicó una disculpa. Cage declaró que el monto de la indemnización se utilizaría para "exponer en la prensa la islamofobia patrocinada por el Estado y a sus cómplices... El imperio periodístico de Murdoch ha apoyado activamente elementos xenófobos y socavado los principios de sociedad abierta y responsabilidad... Nosotros seguiremos arrojando luz sobre los criminales de guerra, los apologistas de la tortura y los barones de la prensa que avivan las llamas del odio".

## Distribución
Las cifras oficiales de enero del 2005 muestran que The Times vende 688.000 copias al día. Esta ha sido la cifra más alta alcanzada bajo la dirección del actual editor, Robert James Thomson, y muestra que el periódico permanece por delante del The Daily Telegraph en términos de ventas al precio de la portada (excluyendo suscripciones), a pesar de que The Telegraph mantiene el liderazgo entre los periódicos de formato grande, distribuyendo alrededor de 920 000 copias, y con más de 300.000 suscriptores diarios. La circulación de ambos periódicos es muy pequeña comparada a la de The Sun y otros tabloides.[cita requerida]

## Suplementos

### Times 2/T2
T2 es el suplemento más importante de The Times, e incluye varias columnas de estilos de vida. El 5 de septiembre de 2005 se relanza con el nombre de Times 2, y se esperaba que sus ventas subieran, sobre todo entre el sector femenino.

### Crème
Crème es el suplemento del periódico para asistentes personales, secretarios/as, asistentes de ejecutivos y cualquiera que trabaje en el campo de la administración. Es leído por más administrativos/as que The Guardian o The Evening Standard.

### The Times Magazine
The Times Magazine se distribuye junto con el periódico del sábado, y se caracteriza por sus artículos sobre diversos temas como pueden ser famosos, moda, belleza, gastronomía, hogar y jardín, o simplemente anécdotas de algunos columnistas. Cuenta con conocidos colaboradores como Gordon Ramsay, uno de los cocineros más conocidos de Gran Bretaña, y Giles Coren, el escritor especializado en gastronomía considerado el mejor de 2005.

## Patrocinios

### Festival de Cine de Londres
The Times, junto con el Instituto de cine inglés, patrocina el festival de cine de Londres (o, más específicamente, el The Times bfi London Film Festival). Es uno de los festivales de cine más importantes de Europa.

### The Cheltenham Festival of Literature
El Festival de Literatura de Cheltenham es patrocinado también por The Times.

## Dueños
- John Walter (1785-1803)
- John Walter, hijo (1803-1847)
- John Walter, nieto (1847-1894)
- Arthur Fraser Walter (1894-1908)
- Lord Northcliffe (1908-1922)
- Familia Astor (1922-1966)
- Roy Thomson (1966-1981)
- News UK, dirigida por Rupert Murdoch (1981-)

## Editores
- John Walter (1785-1803)
- John Walter (1803-1809)
- John Stoddart (1809-1817)
- Thomas Barnes (1817-1841)
- John Delane (1841-1877)
- Thomas Chenery (1877-1884)
- George Earle Buckle (1884-1912)
- George Geoffrey Dawson (1912-1919)
- Henry Wickham Steed (1919-1922)
- George Geoffrey Dawson (1923-1941)
- Robert McGowan Barrington-Ward (1941-1948)
- William Casey (1948-1952)
- William Haley (1952-1966)
- William Rees-Mogg (1967-1981)
- Harold Evans (1981-1982)
- Charles Douglas-Home (1982-1985)
- Charles Wilson (1985-1990)
- Simon Jenkins (1990-1992)
- Peter Stothard (1992-2002)
- Robert Thomson (2002-2007)
- James Harding (2007-2012)
- John Witherow (2013-)

## Periodistas antiguos
- Simon Jenkins
- Paul Heiney